# Max Cohen
Pour les articles homonymes, voir Cohen.
Max Cohen, né le 23 avril 1932 à Clermont-Ferrand et mort le 21 décembre 2002 à Ussel, est un coureur cycliste français.

## Biographie
Max Cohen évolue au niveau professionnel de 1952 à 1960. Il remporte notamment le Tour du Vaucluse en 1959.
Son père Charles a également été coureur cycliste, tout comme ses frères Yves et Georges, le premier ayant couru chez les professionnels.

## Palmarès
- 1951
  - 3e du Grand Prix de Châtel-Guyon
- 1952
  - Grand Prix de Châtel-Guyon
  - Huit Corrézien :
    - Classement général
    - 1re étape

  - 2e du Circuit des Monts du Livradois
  - 2e du Grand Prix cycliste de Mende
  - 2e du championnat d'Auvergne
- 1954
  - 1re étape de Paris-Le Mont Dore
- 1955
  - Tour du Lot-et-Garonne
  - Périgueux-Limoges
  - 2e du Grand Prix d'Issoire
  - 3e des Boucles du Bas-Limousin
  - 3e du Grand Prix des chaussures Léon Daniel
- 1957
  - Boucles du Bas-Limousin
  - Grand Prix des chaussures Léon Daniel
  - 3e du Grand Prix de Vals-les-Bains
- 1958
  - Circuit d'Auvergne :
    - Classement général
    - 1re étape
- 1959
  - Tour du Vaucluse
- 1961
  - 2e étape du Tour de l'Indre
  - 2e du Grand Prix des chaussures Léon Daniel

## Résultats sur les grands tours

### Tour de France
2 participations
- 1955 : 63e
- 1957 : abandon (16e étape)

### Tour d'Italie
1 participation
- 1957 : 77e